# John Bissell Carroll
John Bissell Carroll, (5 de juny, 1916 - 1 de juliol, 2003), va ser un important psicòleg estatunidenc pioner en diferents àmbits d'investigació com la psicologia educativa o la psicometria i amb més de 500 publicacions al seu nom.

## Primers anys i adolescència
Va néixer a Hartford, Connecticut, el 5 de juny de l'any 1916. De petit presentava talents precoços. Per exemple, gràcies a la seva tieta va aprendre a llegir molt d'hora i va començar a tocar el piano a partir dels 3 anys. Era sinestèsic. Quan era petit, s'interessava molt per la música i el llenguatge, era un costum que delectés als seus amics i familiars amb concerts de piano. Fins i tot, va arribar a fer una actuació amb el seu pare, un tenor professional, i a l'edat de 17 anys l'havien admés a la American Guild of Organists (AGO). A més a més, ja havia estudiat llatí i grec i llegia textos en francés i alemany, a més d'estudiar la gramàtica del sànscrit i l'armeni. Quan tenia 13 anys, va assistir a una conferència de Benjamin Whorf sobre els asteques i els maies de Mèxic i Centreamèrica. Després de la conferència Carroll es va acostar a parlar amb ell per aprendre’n més sobre el tema i es van fer amics. Fins i tot, Carroll va arribar a editar part d'un treball d'en Whorf: Language, Thought, and Reality: Selected Writings (1956) (Llenguatge, Pensament i Realitat: Escrits Escollits).

## Carrera
Carroll es va graduar en lingüística amb honors a la Universitat de Wesleyan, especialitzant-se en llengües clàssiques l'any 1937. Aquell mateix estiu, va assistir a l'Institut Lingüístic de la Universitat de Michigan, on Sapir (mestre de Whorf), era membre de la facultat. Tot i que la seva principal passió eren les llengues i la llingüística, va començar a desenvolupar una certa passió per la psicologia, sobretot en el camp d'avaluació d'aptituds de llengues estrangeres.
Whorf i Sapir li van recomanar que estudiés lingüística des del punt de vista de la psicologia pel fet de tenir millors perspectives de carrera, ja que hi havien poques oportunitats d'aconseguir una plaça universitària d'antropologia cultural en aquell moment. Per tant, es va graduar a la Universitat de Minnesota en psicologia. Allà, B.F. Skinner, qui presumia de tenir el millor estudiant del país, va ser el tutor del seu doctorat. Carroll però, no estava gaire interessat en els seus estudis del comportament verbal que tenien una visió estrictament conductista. Després d'assistir a un col·loqui de Louis Leon Thurstone, va pensar que li interessaria treballar amb ell en temes de psicometria. Skinner va aconseguir que Carroll començés a treballar amb Thurstone a la Universitat de Chicago l'estiu del 1940.
Poc després, Carroll va aconseguir la seva primera plaça acadèmica al Mount Holyoke College època en la qual va publicar la seva tesi Una anàlisi factorial de les habilitats verbals (1941) en la revista Psychometrika.
Al Mount Holyoke, Carroll va conèixer la que seria la seva dona, Mary Elizabeth Searle, amb la que es va casar l'any 1941. Junts es van mudar a la Universitat de Indiana (1942-1943) i a la Universitat de Chicago (1943-1944). Carroll va servir a la marina dels Estats Units com a psicòleg d'aviació (1944-1946) i va treballar en recerca per l'armada a Washington DC (1946-1949). Després d'això, Carroll va obtenir una plaça a Harvard (1949-1967). Posteriorment, Carroll i Searle van mudar-se a la Educational Testing Service, i l'any 1974 a la Universitat de North Carolina (UNC), on Carroll va convertir-se en el director del laboratori psicomètric L. L. Thurstone (1974-1979). Aquesta va ser la seva última mudança. Carroll va convertir-se en emeritus a la UNC l'any 1982. Durant totes aquestes transicions, Searle, va donar suport a la feina del seu marit. Editava i escrivia manuscrits seus, revisava minuciosament les referències. Carroll confiava plenament en el judici de la seva dona en molts aspectes pràctics.

## Contribucions
Carroll va desenvolupar diferents línies d'investigació amb èxit. Per exemple, va ser el principal contribuïdor a la psicolingüística educativa del segle xx. L'estiu de l'any 1951, en una de les trobades de la Social Science Research Council (SSRC) que es va fer a la Universitat de Cornell, la qual presidia Carroll, quan es va constituir la psicolingüística com una disciplina. Es van reunir un grup de psicòlegs i un grup de lingüistes per examinar les relacions entre les dues disciplines. L'estiu de l'any 1953, a la Universitat de Indiana es va tornar a crear un grup per avançar en la nova disciplina. Carroll va formar part d'aquest grup i va contribuir en l'article “Psycholinguistics: A Survey of Theory and Research Problems” (C. E. Osgood &T. A. Sebeok, Eds., 1954).
L'article “The study of Language: A Survey of Linguistic and Related Disciplines in America” (1953) (L'estudi del Llenguatge: Una inspecció de la Lingüística i Disciplines Relacionades a Amèrica), també va causar una gran influència. Va desenvolupar diferents tests per avaluar llengües estrangeres i va objectivar i quantificar fenòmens psicolingüístics que a penes s'havien tractat de manera subjectiva, descriptiva o anecdòtica.
El fet que Carroll va ser professor assitent de Roy E. Larson (1949-1966), professor de psicologia educativa de la Universitat Harvard, explica el fort caràcter educatiu que va tenir la seva recerca en aquests anys.
El seu treball pioner “Notes on the Measurement of Achievement in Foreign Languages” (Anotacions en la mesura d'assoliment en llengues estrangeres) de l'any 1954, va donar lloc a preguntes que encara avui en dia, hi ha psicolingüistes que intenten respondre-les.
Hi ha molta gent que marca com a inici de l'avaluació moderna del llenguatge amb el seu article de l'any 1961: “Fundamental Considerations in Testing for English Language Proficency of Foreign Students” (Consideracions Fonamentals en Avaluació per la Competència de la Llengua Anglesa d'Estudiants Estrangers). Amb aquest article, es va demostrar com de visionari era Carroll, ja que les seves idees de l'any 1961, havien estat anticipades en el seu article de l'any 1954. Avui, els seus escrits en aptituds de llengües estrangeres són considerats els més exhaustius i autoritaris. La seva comprensió simultània de la lingüística i la psicologia, va ser el que va fer les seves contribucions en aquest àmbit tant importants. És molt important el fet que va crear la Prova d'aptituds per llengües estrangeres o MLAT.
Una altra de les línies dominants d'investigació elaborades per Carroll té a veure amb l'anàlisi factorial. Va escriure una obra mestre de 800 pàgines (la qual li va suposar 12 anys de feina), “Human Cognitive Abilities: A Survey of Factor-Analytic Studies” (1993) (Habilitats cognitives humanes: una inspecció d'estudis d'anàlisis factorials), en la que hom es pot trobar amb els millors tractaments mai publicats sobre diferències individuals en habilitats cognitives. Va reanalitzar un total de 461 bases de dades que havia recol·lectat (a vegades demanant els apuntalaments als propis investigadors que no els havien adjuntat en les seves anàlisis factorials) amb el pas dels anys i així va desenvolupar el tractament definitiu sobre la seva organització i naturalesa. Spearman, Thurstone i Guilford van proposar diferents factors per organitzar les habilitats cognitives humanes. El model dels tres estrats de Carroll va clarificar la importància dels diferents indicadors i covariacions aportades pels autors anteriors. Va demostrar que les habilitats cognitives estan organitzades de manera jeràrquica, i encara que altres hagin trobat resultats semblants, ningú n'ha documentat la seva existència d'una manera tant clara i comprensiva.
Com a curiositat, en el llibre es troba de forma detallada l'estricte criteri que va utilitzar per començar a dur a terme el procés d'anàlisi, el qual és un molt bon exemple per conduir un estudi d'anàlisi factorial.

## Últims anys
A principis dels anys 80, la salut de Searle va començar a declinar. Durant els seus últims 5 anys, va anar en cadira de rodes i Carroll va assumir el rol de cuidador seu, fins que va morir l'any 2001. Van estar casats durant 60 anys. Posteriorment, Carroll va mudar-se a casa de la seva filla i el seu fillastre a Fairbanks, Alaska. Allà, immediatament va participar en activitats comunitàries i va continuar perseguint els seus interessos acadèmics. Va morir l'1 de juliol de l'any 2003, poc després d'haver estat diagnosticat de càncer de pàncrees.

## Premis i mèrits
- President de la Societat Psicomètrica (1960-1961)
- Membre fundacional de l'Acadèmia Nacional d'Educació (Vicepresident, 1977-1981).
- El premi E. L. Thorndike de la Divsió 15 de l'APA (1970).
- La medalla de jubilat de diamant (Institut de Lingüística, Londres, 1971).
- El premi de l'Educational Test Service per distinció en Servei de Mesures (1980).
- El premi de Recerca Distingida de la Conferència Nacional en Recerca en Anglès (1990).
- El premi de Contribució de Tota una Vida de la Divisió 5 de l'APA (1997).
- El premi James McKeen Cattell Fellow (1998).
- La medalla d'Or de l'APA per les contribucions fetes a la Psicologia (2002).